# 刺蔷薇
刺蔷薇（学名：Rosa acicularis），为蔷薇科蔷薇属下的一个种，是是加拿大亞伯達省花。

## 扩展阅读
維基物種上的相關：刺蔷薇